# Chiesa di Santa Maria Assunta (Solto Collina)
La chiesa della Santa Maria Assunta è il principale luogo di culto cattolico di Solto, frazione di Solto Collina, in provincia e diocesi di Bergamo. Fa parte del vicariato di Solto-Sovere.

## Storia
Documentata la presenza della chiesa parrocchiale nella località di Solto già dal XII secolo, è infatti citata in una pergamena conservata nell'archivio capitolare di Bergamo una chiesa battesimale nel 1180. Nuovamente indicata nel 1260 nell'elenco della diocesi e nel «nota ecclesiarum», elenco fatto redigere da Bernabò Visconti nel 1360 per poter definire i benefici titolari e i censi e tributi che dovevano esser versati dalle chiese della bergamasca alla chiesa di Roma e alla famiglia Visconti di Milano. La chiesa risulta che fosse matrice di quelle di Fonteno, Sepllere, Castro, Rova, Riva, Zorzino e Esmate.
L'edificio fu completamente ricostruito nel Quattrocento e consacrato dal vescovo di Bergamo Ludovico Donato il 24 luglio 1471. Il presbiterio fu riedificato tra il 1615 e il 1629 con la demolizione di quello precedente, e la costruzione dei locali della sagrestia. Questa parte fu oggetto di rifacimento anche nel 1778 quando fu costruita la torre campanaria. La navata e le volte della chiesa furono affrescate dall'Vincenzo Angelo Orelli nel 1813, dipinti poi andati perduti.
Un grande restauro fu attuato nel Novecento su progetto di Elia Fornoni. 
Con decreto del 27 maggio 1979 del vescovo Giulio Oggioni la chiesa fu inserita nel vicariato foraneo di Solto-Sovere.

## Descrizione

### Esterno
L'edificio di culto, dal tradizionale orientamento liturgico con abside rivolta a est, è accostato al pendio del monte e anticipato dal sagrato su due lati con pavimentazione in selciato con cordonature in pietra a cui si accede da una gradinata. La facciata è tripartita da lesene in muratura con zoccolatura in pietra e che reggono la cornice marcapiano coperto da coppi, che divide la facciata su due ordini e che reggono il timpano triangolare. Nella sezione centrale di misura maggiore vi è il portale d'ingresso completo di paraste e architrave con fregio e gocciolatoio.

Nell'ordine superiore vi è una trifora con contorno in pietra sagomata.

### Interno
L'interno a unica navata con volta a botte si divide in quattro campate da lesene complete di basamento in pietra e coronate da capitelli corinzi che reggono la trabeazione e il cornicione, dove s'imposta la volta con ampie vele che ospitano le finestre atte a illuminare le quattro cappelle disposte per lato. Nella prima campata a sinistra vi è il fonte battesimale e corrispondente a destra la cappella dedicata allo sposalizio di Maria con altare in marmo bianco con intarsi policromi. Nella seconda campata a sinistra vi è l'altare dedicato alla deposizione di Gesù e corrispondente quello della Madonna del Carmine. Nella terza cappella a sinistra vi è l'altare dedicato alla Madonna del Santo Rosario con la pala d'altare del Domenico Carpinoni raffigurante l'Annunciazione della Madonna, e a destra la cantoria opera lignea di Andrea Fantoni. Nella quarta campata vi è la cappella dedicata alla Madonna Annunciata e a destra della Madonna con i santi Carlo, Antonio e Francesco. 
La zona presbiteriale è anticipata dall'arco trionfale composto da due archi che presentano una strombatura che invita dall'aula al presbiterio. La parte ha copertura da tazza con pennacchi e termina con coro absidale. L'altare maggiore conserva la tela dellAssunzione di Maria opera che fu iniziata da Gianbettino Cignaroli nel 1770 e terminata dall'allievo Pio Piatti. Il coro conserva l'affresco Madonna col Bambino, opera del 1689 di Gian Antonio Zonca. La tribuna dell'altare maggiore è progetto di Luigi Angelini del 1937.
La navata e il presbiterio presentano dipinti a fresco di Giuseppe Riva rappresentanti profeti e storie della vita della Madonna. 
Tra i dipinti di maggior qualità vi è il dipinto raffigurante lo Sposalizio della Vergine copia del Romanino. Di Cesare Zonca da Treviolo è la cantoria e i due confessionali d'ispirazione fantoniana.